# Kluki (województwo zachodniopomorskie)
Kluki (niem. Klücken) – wieś w Polsce, położona w województwie zachodniopomorskim, w powiecie pyrzyckim, w gminie Przelewice. 
W latach 1975–1998 miejscowość administracyjnie należała do województwa szczecińskiego.
Według danych z 1 stycznia 2011 roku wieś liczyła 135 mieszkańców. 
Wieś leżąca obok południowego brzegu jeziora Płoń. 

## Integralne części wsi
| SIMC    | Nazwa   | Rodzaj    |
| ------- | ------- | --------- |
| 0781368 | Oćwieka | część wsi |

## Zabytki
- Późnogotycki kościół z 2. poł. XV w., gruntownie przebudowany w 1889 r. z drewnianą czworoboczną wieżą dobudowaną w XVIII w. zwieńczoną prostym hełmem ze smukłą latarenką. Zbudowany na planie prostokąta z dużymi otworami okiennymi Wnętrze nakryte stropem drewnianym. W posadzce kościoła dwie płyty nagrobne z XIV w[7].
- Dwór z lat dwudziestych XX w. (obecnie własność prywatna) z piętrowym ryzalitem.
- Nad rzeczką wpadającą do jeziora Płoń ruiny młyna wodnego, zbudowanego w XVIII w., konstrukcji reglowej, przebudowanego w XIX w.
- Na stoku wzgórza morenowego park podworski o charakterze krajobrazowym o powierzchni 10,7 ha z I poł. XIX w., który łączył dawniej Kluki z dawnym folwarkiem w Oćwiece. W parku kilka pomnikowych drzew[8].